# Маніка (провінція)
Маніка (порт. Manica) — провінція у Мозамбіку. Площа провінції Маніка 61 661 км². Чисельність населення становить 1 438 476 чоловік (на 2007). Адміністративний центр — місто Шимойо (171 056 чоловік на 2006 рік).

## Географія
Провінція Маніка знаходиться у західній частині Мозамбіку. На сході від неї лежить провінція Софала, на півдні — провінції Газа і Іньямбане. На заході Маніки проходить державний кордон між Мозамбіком та Зімбабве. На півночі провінції протікає річка Замбезі. На заході, уздовж кордону з Зімбабве, знаходиться гористий регіон з найвищою точкою Мозамбіку — горою Бінга (2436 метрів). Клімат у провінції м'який, з частими дощами.

## Населення
Населення складається переважно з народу шона.

## Економіка
Основа економіки провінції — сільське господарство. Головні культури — кукурудза, маніок; важливу роль відіграє також розведення дрібної рогатої худоби.

## Адміністративне Розподіл

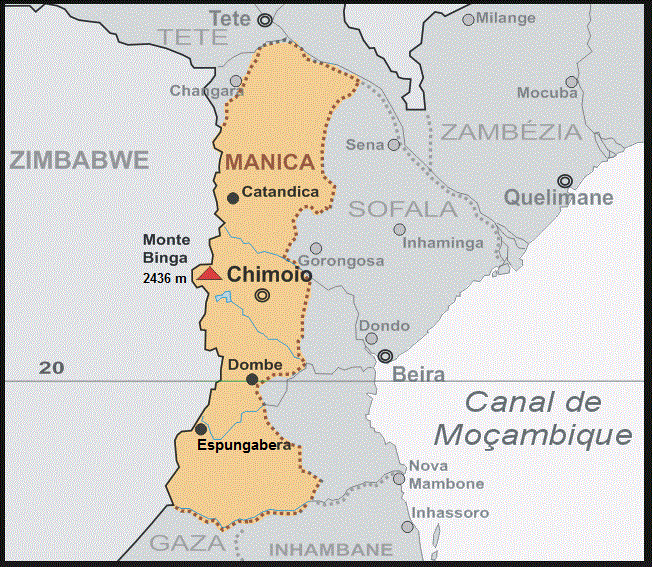
Адміністративна карта провінції Маніка.

В адміністративному відношенні Маніка розділена на 9 дистриктів і 4 муніципалітети.

### Дистрикт
- Bárue
- Gondola
- Guro
- Machaze
- Macossa
- Manica
- Mossurize
- Sussundenga
- Tambara

### Муніципалітети
- Catandica (vila)
- Chimoio (cidade)
- Gondola (vila)
- Маніка (vila)

| Мозамбік | Це незавершена стаття з географії Мозамбіку. Ви можете допомогти проєкту, виправивши або дописавши її. |